# Ньютон, Лео
Леонард Фрэнк Ньютон (англ. Leo Newton; январь или февраль 1888, Галифакс, Канада — 7 февраля 1939, Кардифф, Уэльс) — валлийский футболист, выступавший на позиции полузащитника и нападающего. Выступал за сборную Уэльса по футболу.

## Клубная карьера
Родился в семье Эллен Ньютон в январе или феврале 1888 году, в Галифаксе, Канада. Через 3 года переехал в Бир, Англия. По субботам Ньютон играл за «Кардифф Коринтианс» в начале 1910-х на позиции центрального нападающего. Он также был одним из основателей и капитаном футбольного клуба Кардифф Пост Офис, основанного в 1906 году, за которого он играл по средам. Ньютон также играл за «Кардифф Сити» на позиции нападающего или полузащитника, выступая в Лиге Южного Уэльса. В период с 1911 по 1914 год он провел четыре матча за «Кардифф Сити» в Южной лиге.

## Карьера в сборной
Ньютон дебютировал за любительскую команду Уэльса 17 февраля 1912 года в матче «Бишоп Окленд» против Англии, который закончился поражением 0-3. Он произвел впечатление на селекционеров тем, что удержал Вивиан Вудворд во время матча, таким образом заработав свою первую и единственную игру за Уэльс 13 апреля 1912 года в домашнем чемпионате Великобритании 1911-12 против Ирландии. Домашний матч, который был сыгран в Кардиффе, закончился поражением Уэльса со счетом 2-3. Ньютон сделал свой второй и последний любительский международный матч в следующем году, снова проиграв Англии, на этот раз со счетом 1-3 в Лландидно, 8 февраля.

## Личная жизнь
Ньютон женился на Берте Элизабет Хосгуд 25 декабря 1909 года в Кардиффе, где он работал сортировочным клерком на почте и телеграфистом. 7 февраля 1939 года Ньютон умер в Кардиффе в возрасте 51 года.